# Anastrepha bivittata
Anastrepha bivittata
 es una especie de insecto díptero que Macquart describió científicamente por primera vez en el año 1843.
Esta especie pertenece al género Anastrepha de la familia Tephritidae.